# Berkelbacteria
Berkelbacteria es una clase candidata de bacterias recientemente propuesta, previamente conocida como ACD58. El grupo no tiene representantes cultivados, pero ha podido ser reconocido a través de secuencias genéticas recogidas del medio ambiente y en bases de datos genómicas. El nombre hace referencia a la Universidad de California en Berkeley. Esta clase forma parte del grupo CPR o Minisyncoccota, una extensa línea filogenética de bacterias recientemente descubierta.